# A Bell Rock világítótorony (Turner-kép)
A Bell Rock világítótorony William Turner festménye, amely az edinburgh-i Scottish National Gallery gyűjteményének része.
A Bell Rock világítótorony a skót partoktól keletre, 18 kilométerre a Firth of Tay-től, egy részben víz alatt álló zátonyon áll. Ez a világ legrégebbi, tenger által mosott ilyen létesítménye. A világítótorony 35 méter magas.
Az épületet 1807 és 1810 között építették Robert Stephenson, a gőzmozdony feltalálójának tervei alapján, forradalmi technológiát használva. Stephenson könyvet is írt Account of the Bell Rock Lighthouse (Beszámoló a Bell Rock világítótoronyról) címmel 1819-ben. Ennek illusztrálására kérte fel William Turnert, aki még abban az évben papírra festette vízfestékkel és gouache technikával a 30,6 × 45,5 centiméteres képet. Turner nem utazott el a helyszínre, Stephenson útmutatásai alapján készítette el a festményt, de ennek ellenére is képes volt megteremteni a viharos tenger által körbeölelt torony drámai kompozícióját.